# Хугаев, Алан Лаврентьевич
Алан Лаврентьевич Хугаев (осет. Хуыгаты Алан; род. 18 октября 1990, Владикавказ) — российский борец вольного стиля, чемпион и призёр чемпионатов России, призёр чемпионата Европы, мастер спорта России международного класса.

## Спортивная карьера
Представлял Россию на летней Универсиаде 2013 в Казани

## Спортивные достижения
- 2008 Первенство России среди юниоров — золото
- 2009 Первенство России среди юниоров — серебро
- Чемпионат Европы по борьбе среди юниоров 2009 года — ;
- 2010 Первенство России среди юниоров — бронза
- 2010 Турнир на призы Сослана Андиева — бронза
- 2011 Турнир на призы Сослана Андиева — золото
- 2012 «Голден Гран-при» памяти Гейдара Алиева — бронза
- 2013 Кубок мира — серебро
- 2013 Турнир на призы Сослана Андиева — бронза
- 2013 Турнир памяти Шевалье Нусуева — золото
- Чемпионат России по вольной борьбе 2013 года — ;
- Чемпионат России по вольной борьбе 2014 года — ;
- 2014 Гран-при «Вацлав Циолковский» — бронза
- 2014 Турнир на призы Сослана Андиева — серебро
- 2014 XXI Международный турнир на призы главы Нефтеюганского района Владимира Семёнова — золото
- 2014 Турнир памяти Шевалье Нусуева — золото
- 2015 XII Международный турнир на призы главы Нефтеюганского района Владимира Семёнова — золото
- 2015 Турнир памяти Шевалье Нусуева — серебро
- 2016 XIII Международный турнир на призы главы Нефтеюганского района Владимира Семёнова — золото
- 2016 Чемпионат мира среди военнослужащих — золото
- 2017 Мемориал Яшара Догу — золото
- 2017 Чемпионат мира среди военнослужащих — золото
- 2018 Чемпионат мира среди военнослужащих — бронза
- Чемпионат России по вольной борьбе 2019 года —
- Чемпионат России по вольной борьбе 2020 года —
- 2022 Мемориал Али Алиева — бронза
- 2022 Турнир на призы Сослана Андиева — серебро
- 2022 ХVII Международный турнир по вольной борьбе на Кубок В.Н. Семенова — золото
- 2022 Кубок России — серебро